# Chailly/Rovéréaz
Chailly/Rovéréaz ist ein Stadtteil (Quartier) der Schweizer Stadt Lausanne. Er befindet sich im nordöstlichen Teil der Stadt.
Der Stadtteil selbst ist wiederum in fünf Teilbereiche (Sektoren) aufgeteilt. Es sind dies Chailly, Plaisance, Bois de Rovéréaz, Craivavers und Devin. Auf einer Fläche von 1,938 km² wohnten im Jahr 2018 rund 9475 Einwohner.

## Lage
Chailly/Rovéréaz, recht zentrumsfern gelegen, ist bereits sehr ländlich gehalten und der Stadtteil besitzt viele Äcker und Felder.

## Öffentliche Verkehrsmittel
Die Buslinie 65 der Transports publics de la région lausannoise ist das einzige öffentliche Verkehrsmittel im Stadtteil.

## Bauwerke und Sehenswürdigkeiten
Die Autobahn A9 läuft der Grenze von Chailly/Rovéréaz entlang.